# Léopold Fonck
Pour les articles homonymes, voir Fonck.
Léopold Fonck, né le 14 janvier 1865 à Wissen, arrondissement d'Altenkirchen en Rhénanie (royaume de Prusse) et décédé le 19 octobre 1930 à Vienne (Autriche) est un prêtre jésuite allemand. Nommé en 1909 par le pape Pie X il fut le fondateur (et premier recteur) de l'Institut biblique pontifical de Rome.

## Biographie

### Jeunesse et formation
Après avoir fait ses études secondaires à Kampen, le jeune Léopold entre sur la voie du sacerdoce en faisant des étudie de philosophie et théologie (1883—1890) au Collège germanique de Rome où il obtient un doctorat dans les deux facultés. Ordonné prêtre à Rome en 1889, il retourne dans son diocèse de Münster et y enseigne (1890—1893) la religion à Telgte. Son entrée (30 septembre 1892) dans la Compagnie de Jésus marque un tournant décisif dans sa vie. Après son noviciat fait à Bleijenbeek (Pays-Bas) (1892—1893), Fonck se rend à Ditton Hall, en Angleterre, où il reprend (1894—1895) ses études théologiques et exégétiques commencées à Rome auprès de Rudolf Cornely. 
Après un voyage d'étude (1895-1896) au Proche-Orient, visitant la Syrie, la Palestine et l'Égypte, il poursuit ses études bibliques (1896—1899) aux universités de Berlin et de Munich. De nouveau aux Pays-Bas pour sa dernière année de formation jésuite, le 'Troisième An' (1899-1900) à Wijnansrade, il reste au théologat allemand de Valkenburg jusqu'à son affectation (1901) à Innsbruck comme professeur d'exégèse du Nouveau Testament et de langues orientales.

### Fondation de l'Institut biblique
Après neuf ans d'enseignement à Innsbruck (1899—1908) il est engagé à l'Université Grégorienne de Rome où son cours supérieur d'Écriture Sainte" créé avec le père Lucien Méchineau est remarqué. Aussi est-il choisi par le pape Pie X (1909) comme recteur de l'Institut biblique pontifical ouvert tout récemment (7 mai 1909) à la suite de sa lettre apostolique Vinea electa. Premier recteur (11 juin 1909), Fonck en est considéré comme le fondateur. 
Ce fut l'œuvre principale de sa vie. Avec la pleine confiance de Pie X et aidé par les généreuses contributions financières de la famille française du Coëtlosquet, Fonck réussit, grâce à son sens de l'organisation, à mettre en œuvre en peu de temps la mission de fonder l'Institut Biblique Pontifical. En acquérant et en transformant un palais sur la Via della Pilotta, il acquit pour l'institut un emplacement central (proche de la Grégorienne) et l'enrichit rapidement d'une vaste bibliothèque. Les cours commencèrent à l'automne 1911. Pie X voulait que l'Institut ait une branche à Jérusalem en Terre sainte. Fonck visita à deux reprises la Palestine (1911 et 1913) en vue de réaliser ce projet mais ce sera son successeur qui le mènera à bonne fin.    
Comme citoyen allemand il doit s'exiler en Suisse durant la Première Guerre mondiale, où il poursuit ses écrits et son travail apostolique. Au début de l'année académique 1919—1920, il revient à Rome et y reprend ses cours à l'Institut biblique sur les Évangiles, l'histoire du Nouveau Testament et la méthodologie biblique.
À l'automne 1929, il est rappelé dans sa province d'Allemagne et passe la dernière année de sa vie à Prague (République tchèque) et à Vienne, engagé dans l'apostolat auprès des étudiants. Le père Léopold Fonck meurt à Vienne en Autriche le 19 octobre de l'année suivante (1930).  

## Écrits et publications
Ses publications (surtout en langue allemande) étaient aussi importantes que son enseignement. Entre autres: trois études remarquée à l'époque, une sur les paraboles, l'autre sur les miracles de Jésus et la troisième sur l'imagerie botanique dans la Bible. À Innsbruck et à Rome, il était apprécié par ses étudiants pour ses qualités pédagogiques et pour l'enthousiasme qu'il leur inspirait pour l'Écriture Sainte. Les revues de l'Institut, Biblica (1920) et Verbum Domini (1921), sont le résultat de son initiative. Il a été directeur de la première durant cinq ans (1921-1925). 
- 1900 : Streifzüge durch die biblische Flora (Fribourg)
- 1902 : Die Parabeln des Herrn im Evangelium (Innsbruck)
- 1903 : Die Wunder des Herrn in Evangelium (Innsbruck)
- 1905 : Wissenschaftliches Arbeiten. Beiträge zur Methodik des akademischen Studiums (Innsbruck)
- 1906 : De evangeliis. Notae introductoriae (Rome)
- 1910 : Quaestiones Paulinae (Rome)
- 1911 : Jerusalem. Topographia urbis sacrae compendium (Rome)
- 1917 : Moderne Bibelfragen (Einsiedeln)